# Norman Darcy (Adliger, † 1254)

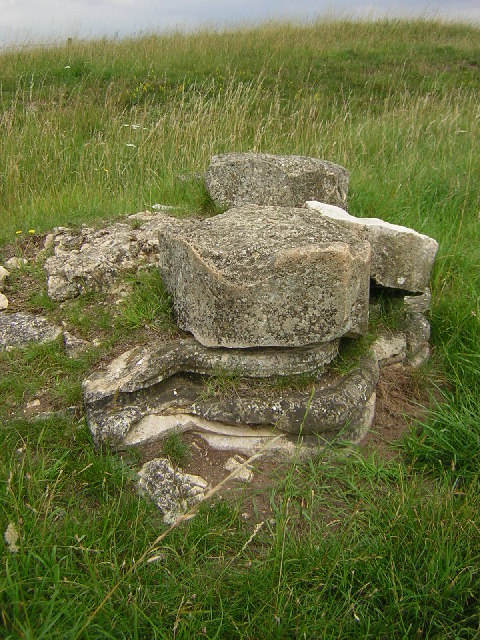
Von der von Norman Darcy geförderten Bardney Abbey in Lincolnshire sind nur noch wenige Reste erhalten

Norman Darcy (auch Norton D’Arcy) († vor 16. Oktober 1254) war ein englischer Adliger.
Norman Darcy entstammte der Familie Darcy, einer Adelsfamilie aus Lincolnshire. Er war ein Sohn von Thomas Darcy und von dessen Frau Joan. Nach dem Tod seines Vaters 1206 erbte er die Besitzungen der Familie, die jedoch mit hohen Schulden belastet waren. Dennoch musste Norman König Johann Ohneland 1100 Mark zahlen, um sein Erbe antreten zu dürfen. Dazu verlangte der König mehrfach Schildgeld von ihm. Wohl um weitere Zahlungen an die Krone zu vermeiden, nahm Darcy 1211 als Militär an den Feldzügen von Johann Ohneland in Wales sowie 1214 am Feldzug des Königs in das Poitou teil. Um seine Einkünfte zu erhöhen, hielt Darcy seit 1214 einen Wochenmarkt in Nocton ab. Wohl aus Ärger über seine Schulden und den häufigen Kriegsdienst für den König unterstützte Darcy ab 1215 die Adelsopposition gegen Johann Ohneland und kämpfte ab Herbst 1215 im offenen Krieg der Barone gegen den König. Daraufhin erklärte der König 1216 die Besitzungen von Darcy und von zwei weiteren Angehörigen der Familie für beschlagnahmt. Nach dem Tod von Johann Ohneland unterwarf sich Darcy vor Oktober 1217 dem Regentschaftsrat, der für den neuen, jedoch minderjährigen König Heinrich III. die Regierung führte, und erhielt seine Besitzungen zurück. Von 1227 bis 1230, 1234 und 1245 diente er als königlicher Richter.
1243 kam es zwischen Darcy und den Kanonikern der von seinem Urgroßvater gegründeten Nocton Priory zu einem Streit um Weideland. Die Kanoniker hatten deswegen bereits Konflikte mit seinem Vater gehabt. Zeitweise besetzte Darcy das umstrittene Land, gab es dann jedoch mit zusätzlichen Flächen an das Priorat zurück. Weitere Schenkungen machte Darcy zugunsten von Bardney Abbey und der Kathedrale von Lincoln.
Darcy hatte Agnes geheiratet, deren Herkunft unbekannt ist. Mit ihr hatte er mindestens zwei Söhne:
- Philip Darcy († 1264)
- Thomas Darcy († nach 1267)

Im Februar 1254 übergab er aufgrund seines Alters und wegen Krankheit seine Besitzungen seinem Sohn Philip. Er starb kurz vor dem 16. Oktober 1254.